# Evangelische Kirche (Wahlschied)

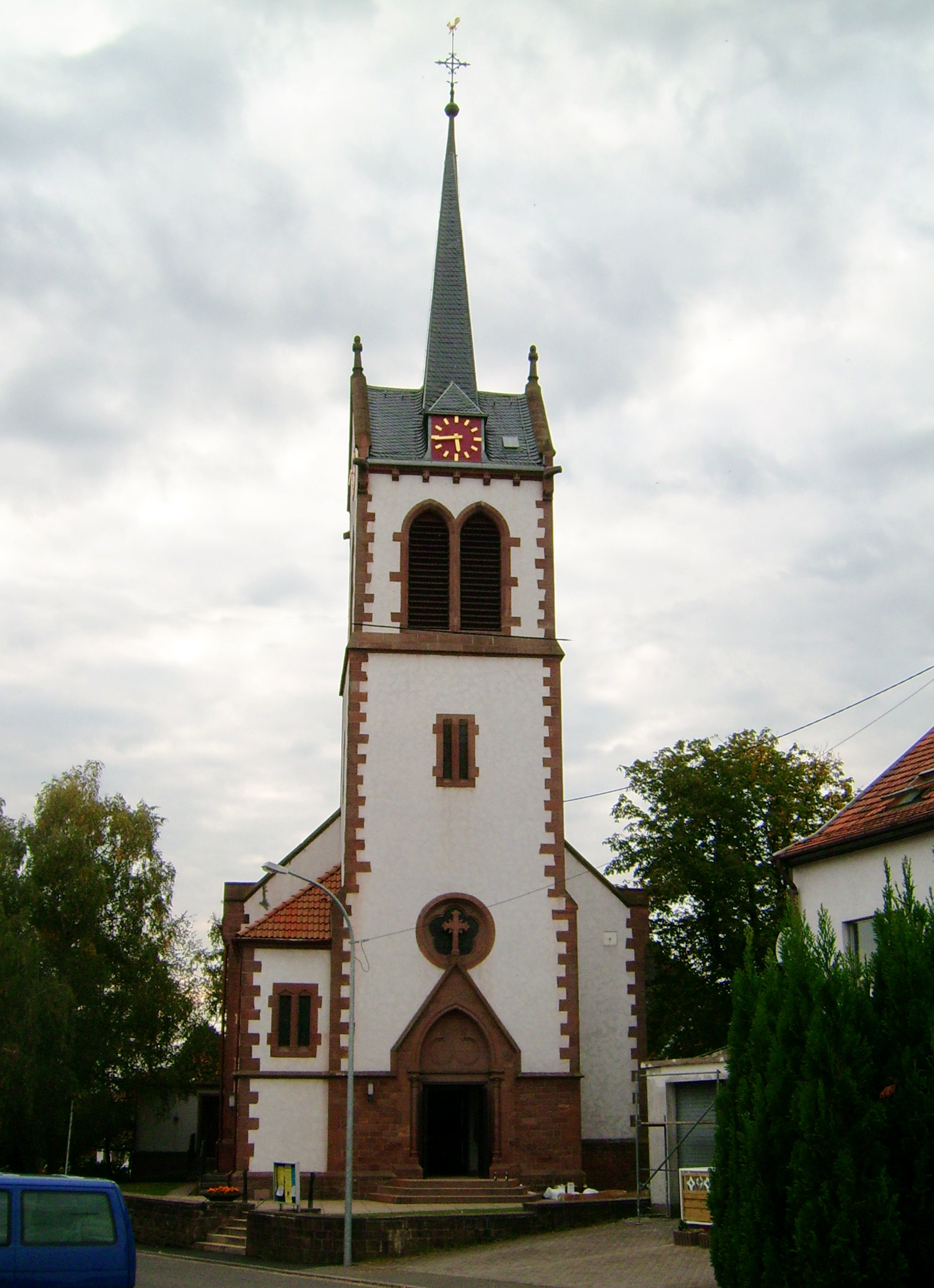
Evangelische Pfarrkirche Wahlschied

Die Evangelische Pfarrkirche Wahlschied unmittelbar unterhalb der Göttelborner Höhe wurde 1903 von dem Saarbrücker Architekten Heinrich Christian Güth (1858–1918) erbaut und stellt noch heute ein markantes Landzeichen dar. Die Kirchturmspitze ragt wie eine Nadel aus dem Satteldach des Kirchturmes heraus und ist in seiner architektonischen Gestaltung einmalig im ganzen Köllertal.
Die Kirchengemeinden im Köllertal gehören zum Kirchenkreis Saar-Ost der Evangelischen Kirche im Rheinland.

## Geschichte

### Nachweislicher Kirchenbau
Die Kirche in dem kleinen Heusweiler Ortsteil Wahlschied hatte mehrere Vorgängerbauten. Die ältest-bekannte ist bereits in der 1330 erschienenen Taxa generalis erwähnt. Sie gehörte damals den Rittern Boemund, Johannes und Nikolaus von Dagstuhl. Dieses Recht der Kollatur veranlasste sie, am 14. Mai 1339 den Archidiakon von Merzig aufzufordern, der Gemeinde einen Pfarrer zu stellen, nachdem Johannes selbst auf sein bisheriges Pfarramt in Wahlschied verzichtet hatte. Im 14. Jahrhundert wechselte die Kollatur zum Deutschen Orden, namentlich Graf Philipp II. (Regentschaft 1545–1554), zu der auch das Dorf Lummerschied gehörte. Nach der Reformation (um 1562 trat der damalige Pfarrer Braun mitsamt seiner Gemeinde zum lutherischen Glauben über) wurden Wahlschied und Lummerschied mit Heusweiler uniert. Wenige Jahre nach diesem Konfessionswechsel wurde mit Beschluss vom 21. Januar 1576 die Pfarrstelle Wahlschied wegen Armut aufgehoben. Über 320 Jahre war die Kirche Filiale von Heusweiler. Am 1. April 1896 wurde die Gemeinde aufgeteilt. In Wahlschied war der Amtssitz der evangelischen Kirchengemeinde Wahlschied und Holz.
Der Deutsche Orden bekam weiterhin die Hälfte des Zehnten.

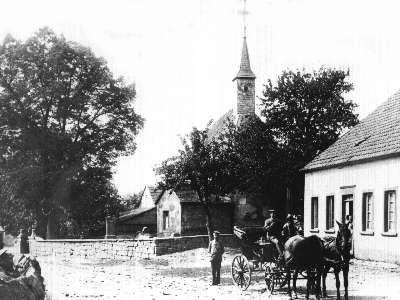
Evangelische Pfarrkirche bis 1901

### Vorkirche
Doch auch zuvor wird an gleicher Stelle ein Vorgängerbau gestanden haben. Sie war dem Heiligen Willibrord († 739) geweiht. Um 1200 wird der zuvor romanische Bau einer Nachfolgekirche im gotischen Stil gewichen sein. Diese wurde im Dreißigjährigen Krieg zerstört. Auf den noch erhalten gebliebenen Mauern wurde nach 1648 eine neue Kirche erbaut. Es lässt sich nicht mit Sicherheit sagen, ob dies die Kirche ist, die 1731, andere Quellen sprechen von 1788, neu errichtet und 1901 wieder abgerissen wurde. Die heute existente Kirche ist also die dritte, wahrscheinlich die vierte oder sogar fünfte Kirche an diesem Platz.

### Pfarrkirche von 1901
Unmittelbar nach Gründung der Pfarrei begann ein Disput über den Kirchenbau, der letztendlich dazu führte, dass beide Ortsteile, Wahlschied und Holz, zwei Gotteshäuser erhielten. Die Holzer bauten 1899–1900, die Wahlschieder 1901–1903. Für den Kirchenbau warb die Gemeinde vom Gustav-Adolf-Werk 1200 Mark, vom Kaiser wurden mit einem so genannten „Allerhöchsten Gnadengeschenk“ 10000 Mark beigesteuert. Verschiedene Kollekten ergaben in der Gemeinde 13000 Mark. Darüber hinaus erbrachten die Gemeindeglieder im Frondienst Bauleistungen wie Steine brechen, Abbruch der Ringmauer der alten Kapelle sowie das Umbetten der Reste von Grabstätten in ein Massengrab auf dem jetzigen Friedhof.
Für die Einweihung der Kirche am 4. Januar 1903 wurde von Kaiserin Auguste Victoria eine Altarbibel mit eigenhändiger Unterschrift gestiftet, die noch heute auf dem Altar liegt.

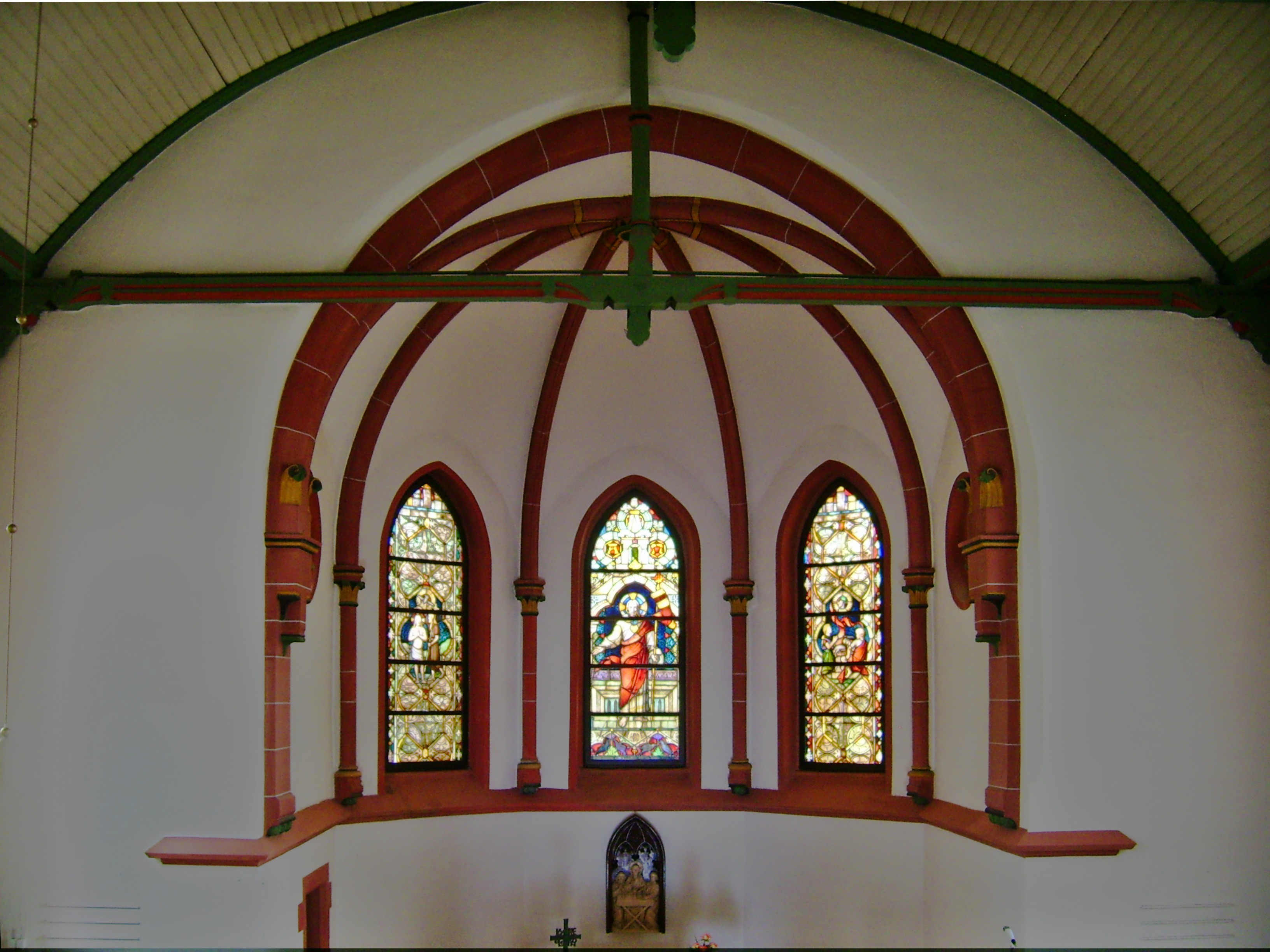
Innenansicht

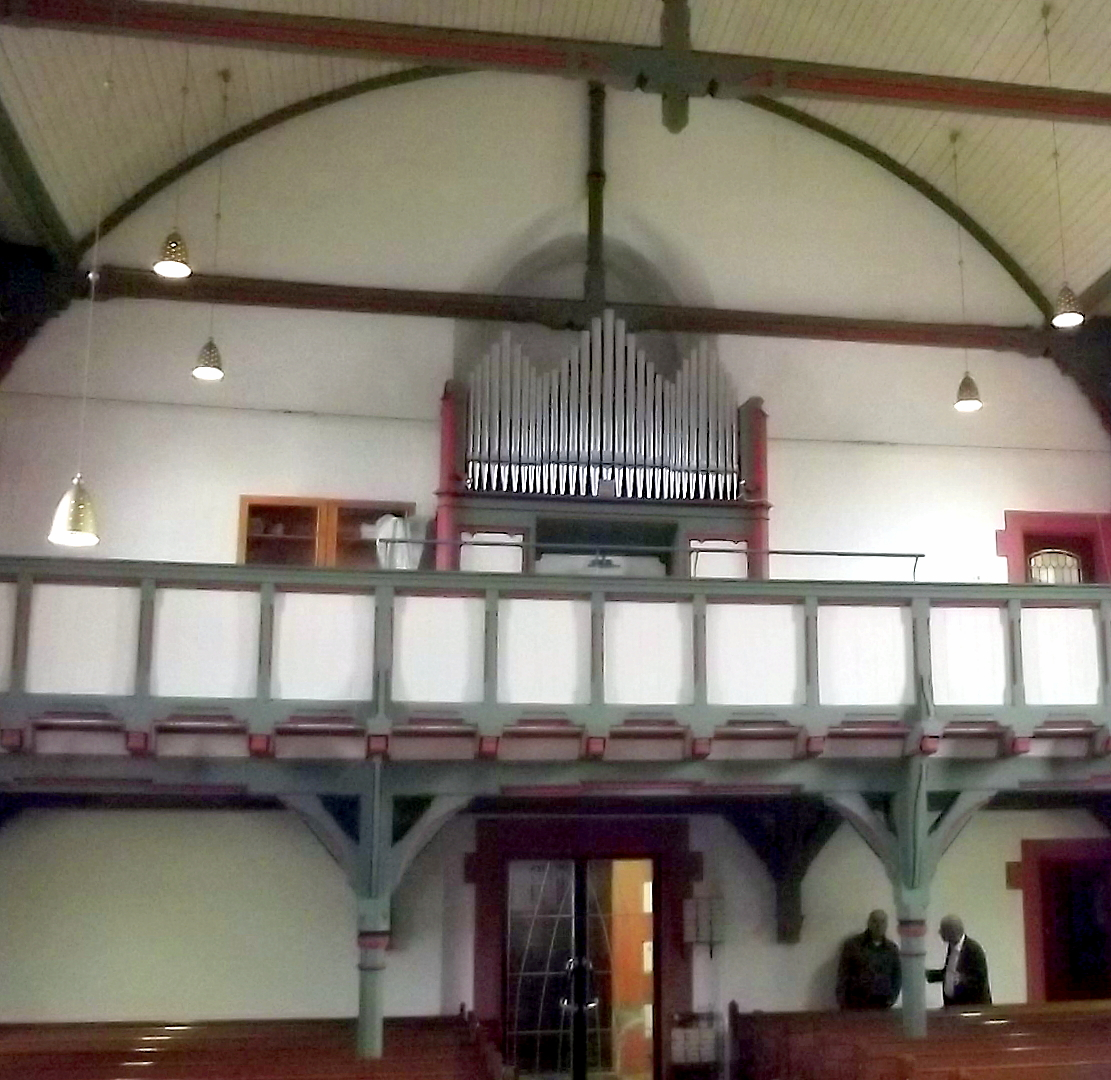
Orgelempore

## Ausstattung
Die ersten drei Glocken der Firma Glocken- und Kunstgießerei Rincker wurden im Ersten Weltkrieg eingeschmolzen. Die jetzigen Glocken stammen vom Bochumer Verein und wurden 1921 in Auftrag gegeben.
Vom Göttelborner Bildhauer Hans Glawe stammt die Bronzetafel an der Kanzel mit Darstellung der vier Evangelisten, das Altarkreuz sowie die Klageengel-Figur in der Ehrenvorhalle für die Gefallenen der beiden Weltkriege. Die gefällige Harmonie des Innenraumes wird auch beeinflusst von den Bleiglasfenster im Altarraum mit Szenen aus dem Alten und dem Neuen Testament, der zentralen Christus-Figur mit Segensgestus sowie dem aus Holz geschnitzten Taufbecken. Der heimelige Charakter der 250 Sitzplätze bietenden Kirche wird auch vom Tonnengewölbe und der Empore bestimmt, die seit der Renovierung 1959 in warmen Farben gestrichen ist: dezentes Rot und gedämpftes Grün kontrastieren gefällig mit größeren milchweißen Wandflächen.

### Orgel
Die Orgel der Kirche wurde im Jahr 1903 von der Firma Oberlinger (Windesheim) erbaut. Ein Umbau der Orgel erfolgte im Jahr 1959, bei der auch das Prospekt umgestaltet wurde. Das Kegelladen-Instrument ist auf der Empore aufgestellt und verfügt über 8 Register, verteilt auf ein Manual und Pedal. Die Spieltraktur ist mechanisch, die Registertrakturen sind pneumatisch. Die Disposition lautet wie folgt:
| I Hauptwerk C–f3 |            |       |
| 1.               | Principal  | 8′    |
| 2.               | Hohlflöte  | 8′    |
| 3.               | Octave     | 4′    |
| 4.               | Spitzflöte | 4′    |
| 5.               | Octave     | 2′    |
| 6.               | Mixtur     | 1 ⁄3′ |

| Pedal C–d1 |         |     |
| 7.         | Subbass | 16′ |
| 8.         | Cello   | 8′  |

- Koppeln: I/P
- Spielhilfen: Tutti, Zusätzlicher Einschalter (Druckknopf) für Mixtur

## Renovierungen
Bereits in der Mitte des 20. Jahrhunderts, also nach weniger als fünfzig Jahren, waren am Bauwerk bereits Risse und andere Schäden aufgetreten, die offensichtlich auf Bergschäden zurückzuführen waren. Gebäudeschäden aufgrund von Kriegseinwirkungen gab es hier nicht. Eingaben der Kirchengemeinde an den damaligen Markscheider halfen nicht, es wurden lediglich Bolzen in die Wände eingeschlagen und Messungen vorgenommen. Schließlich, 1952, sah sich das Presbyterium genötigt, einen Prozess gegen die Saarbergwerke anzustrengen. Gutachten und Gegengutachten verlangsamten die Sache, schließlich zog man die Klage mit Billigung der Grubenverwaltung 1956 zurück.
Die eigentliche Renovierung begann 1959 und wurde in drei Bauabschnitten vollzogen: Im ersten Abschnitt, der 113.000 Deutsche Mark kostete, wurde neben der Bestandssicherung vor weiteren Bergschäden um die Sakristei erweitert, eine Warmluftheizung installiert und ein Orgelumbau vorgenommen. Hinzu kamen ein neuer Altar und eine neue Kanzel. Im Zuge dieser Arbeiten wurde Ende April 1959 der Grundstein gefunden und geöffnet, denn man suchte die Bauurkunde sowie die Baugeschichte. Das Bleikästchen war 1901 unsachgemäß verlötet worden und deshalb war Wasser eingedrungen. Alte Zeitungen (zum Beispiel Saarbrücker Zeitung Nr. 209 vom 27. Juli 1901 sowie der Bergmannsfreund, Nr. 84, mit gleichem Datum), ein Gesangbuch, ein Katechismus sowie eine Bibel waren unwiederbringlich verloren, nur die Münzen aus Silber, Nickel und Kupfer sowie die Kiste selbst konnte gerettet werden. Die Münzen wurden gereinigt und zusammen mit einer auf einer Schreibmaschine geschriebene beigefügte Baugeschichte wieder in die Bleikiste gegeben. Nach sorgfältiger Lötung wurde sie am 15. Mai wieder in den Grundstein gelegt.
Der zweite Bauabschnitt begann im September 1960. Er sah die Reparatur der Turmhaube, die Neugestaltung von Hahn und Kreuz und die Anbringung einer neuen Uhr vor. Die Kosten beliefen sich auf 26.500 DM. Im dritten Abschnitt mit Kosten von 14.000 Mark im Jahr darauf erfolgte der Außenputz sowie die gärtnerische Anlagen.
Neue Renovierungen wurden ab 1995 fällig. Vor allem eindringendes Wasser und damit einhergehendes Abplatzen des Innenputzes erneut aufgrund von Grubenschäden waren die Ursache. Im Sockelbereich mussten einige Sandsteine ausgetauscht werden, die Dacheindeckung aus Schiefer musste vollständig erneuert werden, Risse im Mauerwerk wurden verpresst und neu verputzt. Auch die Mauer um den Kirchhof wurde teilweise erneuert. Die Höhe der Kosten von 400.000 DM wurden mit 40.000 DM von Saarberg bezuschusst.